# Inocente de ti
Inocente de ti es una telenovela mexicana producida por Nathalie Lartilleux en su debut como productora ejecutiva para Televisa en colaboración con Fonovideo Productions (Estados Unidos) en 2004. Su primera emisión fue el 8 de noviembre de 2004 y su final se emitió el 6 de mayo de 2005 tras 130 episodios emitidos. La telenovela está ambientada en Miami (Florida) y México. Está basada en Enamorada, una radionovela de Inés Rodena.
Protagonizada por Camila Sodi y Valentino Lanús, con las participaciones antagónicas de Helena Rojo, Carolina Tejera, Abraham Ramos, Leonardo Daniel y Yul Bürkle, con las actuaciones estelares de Alma Delfina, Altair Jarabo, Virna Flores, Toño Mauri, los primeros actores Lupita Ferrer, Ricardo Blume, Salvador Pineda y el regreso a la televisión de Luis José Santander.

## Argumento
Florecita González (Camila Sodi) es una joven alegre y esforzada que vive en Zacatecas junto a su hermana, Isela (Altaír Jarabo), y la abuela de ambas, Cleotilde (Patricia Reyes Spíndola). Las tres mujeres deciden viajar a los Estados Unidos, donde viven el padre y los hermanos de las dos jóvenes. Se embarcan en un peligroso viaje que les cuesta muchas lágrimas, pues Cleotilde fallece mientras cruzan el desierto y sus nietas se ven obligadas a enterrarla allí mismo. 
Finalmente, tras un largo trayecto, las dos hermanas llegan a Miami. Allí descubren que su padre, Rubén (Salvador Pineda), ha caído preso del alcohol y que Gabriela (Lupita Ferrer), su esposa y la madre de los hermanos, los abandonó mucho tiempo atrás, se ha vuelto a casar y también reside en Miami, donde es una exitosa conductora de televisión. Sin embargo, Gabriela (a quien toda la familia da por muerta) todavía siente remordimientos al haber abandonado a sus hijos.
Florecita no pierde tiempo y empieza a buscar trabajo para mantener a su familia, ya que su padre está impedido para trabajar. La joven empieza a vender flores en la calle, y un día conoce a Julio Alberto Castillo (Valentino Lanús), un joven de clase alta que está destrozado, pues perdió trágicamente a su novia, Gloria (Karla Monroig), el mismo día que se casaron. Sin embargo, la compañía desinteresada de Florecita comienza a reanimarlo poco a poco.
Julio Alberto es hijo de Rebeca Linares-Robles (Helena Rojo), una frívola y ambiciosa dama de sociedad. Sin embargo, para pesar de Rebeca, tanto ella como sus tres hijos viven de la caridad de la hermana gemela de Rebeca, Raquel (Helena Rojo). Ambas hermanas se detestan, y Raquel vive preocupada pensando que la única heredera de su fortuna será su odiosa hermana. Al quedarle poco tiempo de vida debido a una enfermedad terminal, la mujer decide hacer una jugada maestra: convertir a la joven vendedora de flores en su heredera universal. 
Como es de esperar, la reacción de Rebeca es de absoluta furia cuando se entera de que una vendedora de la calle va a quedarse con todo, así que utiliza a su hijo Julio Alberto para quitársela de encima. El plan consiste en que el joven la enamore y luego le proponga matrimonio; cuando estén casados, Rebeca se encargará de despojarla de todo y la echará a la calle. Para desgracia de Florecita, el plan funciona a la perfección. Pero a ella lo que más le duele es la traición de Julio Alberto, en quien confió ciegamente cuando él le hablaba de amor.
A pesar de la decepción y los malos ratos pasados, Florecita no se deja vencer y decide empezar de nuevo. La joven busca otro trabajo y es contratada como empleada doméstica en la mansión Dalmacci, donde la reciben amablemente. Allí, Florecita conoce a Sergio Dalmacci (Luis José Santander), el primogénito de la familia, que, como su padre, también es alcohólico. Al ver el horrible estado en que se encuentra, Florecita se compadece de él y lo ayuda a superar su adicción. 
La belleza y la bondad de Florecita conquistan a Sergio, pero Julio Alberto vuelve a aparecer y le ruega a Florecita que lo perdone; el joven está muy arrepentido, ya que realmente se enamoró de ella durante su matrimonio. Ahora Florecita deberá escoger entre el hombre que le ha demostrado completa sinceridad y la quiere hacer muy feliz o el que le mintió una vez pero que no ha podido olvidar.

## Elenco
- Camila Sodi - Flor de María González Smith de Castillo / Flor de María González Linares-Robles "Florecita"
- Valentino Lanús - Julio Alberto Castillo Linares-Robles
- Helena Rojo - Rebeca Linares-Robles Vda de Castillo / Raquel Linares-Robles Vda de Leon
- Karla Álvarez - Aurora Conti Arizmendi
- Lupita Ferrer - Gabriela Smith de Gonzalez
- Carolina Tejera - Nuria Salas Montero
- Luis José Santander - Sergio Dalmacci Rionda
- Ricardo Blume - Armando Dalmacci
- Altair Jarabo - Isela González
- Abraham Ramos - Efraín Castillo Linares-Robles
- Katie Barberi - Mayte Dalmacci
- Alma Delfina - Lupe
- Marita Capote - Coromoto
- Toño Mauri - Sebastián Rionda
- Salvador Pineda - Rubén González
- Karla Monroig - Gloria del Junco
- Virna Flores - Virginia Castillo Linares-Robles
- Miguel Córcega - Lic. Mauricio Riveroll
- Patricia Reyes Spíndola - Abuela Cleotilde
- Ariel López Padilla - Lic. Gómez Riveroll
- Dayana Garroz - Gladis
- Leonardo Daniel - Filemón
- Yul Bürkle - Douglas
- Eleazar Gómez - Víctor González
- Miguel Loyo - Rodrigo González
- Ilithya Manzanilla - Mónica Dalmacci
- Elodia Riovega - Chalia #1
- María Piñeiro - Chalia #2
- Manolo Coego - Zacarías
- Marisela Buitrago - Fe Montero de Salas
- Fred Valle - William Smith
- Eddie Nava - Miguel Covarrubias
- Pilar Hurtado - Carmela
- Catalina Mesa - Violeta Barato
- Juan Carlos Gutiérrez - Azteca
- Jorge Luis Pascual - Omar
- Ariel Díaz - Manolo
- Carlos Yustis - Cándido
- Irene López - Gema
- Néstor Emmanuel - Porfirio
- Michael Scalli - Benigno Salas
- Tania Vázquez - Pilar
- Harry Geithner - Gustavo
- Jorge Van Rankin - Pepe Toño
- Ismael La Rosa - Gilberto
- Orlando Noguera - Thomas
- Carlos Mesber - Genaro
- Arianna Coltelacci - María del Socorro García
- Valerie Peshuta - Teresita

## Premios

### Premios TVyNovelas 2005
| Categoría     | Nominada    | Resultado |
| ------------- | ----------- | --------- |
| Mejor villana | Helena Rojo | Ganadora  |

## Versiones
- Inocente de ti está basada en la radionovela Enamorada escrita por Inés Rodena. Otras versiones que se han hecho de esta novela son:
  - La italianita, telenovela producida por RCTV (Venezuela) en 1973, dirigida por Juan Lamata y protagonizada por Marina Baura y Elio Rubens.
  - Rina, telenovela producida por Valentín Pimstein para Televisa (México) en 1977, dirigida por Dimitrio Sarrás y protagonizada por Ofelia Medina y Enrique Álvarez Félix.
  - Rubí rebelde, telenovela producida por RCTV (Venezuela) en 1989, dirigida por Renato Gutiérrez y protagonizada por Mariela Alcalá y Jaime Araque. Esta telenovela fue una mezcla de esta historia y La gata.
  - María Mercedes, telenovela producida por Valentín Pimstein para Televisa (México) en 1992, dirigida por Beatriz Sheridan y protagonizada por Thalía y Arturo Peniche.
  - Maria Esperança, telenovela producida por SBT (Brasil) en 2007, dirigida por Henrique Martins y protagonizada por Bárbara Paz y Ricardo Ramoro.
  - María Mercedes, producida por ABS-CBN (Filipinas) en 2013, dirigida por Chito S. Roño y protagonizada por Jessy Mendiola y Jake Cuenca.